# NGC 1854
NGC 1854 ist ein junger Kugelsternhaufen im nordwestlichen Teil des Balkens der Großen Magellanschen Wolke im Sternbild Dorado.
Das Objekt wurde erstmals von James Dunlop beschrieben, der es 1826 beobachtete. Als John Herschel die Aufzeichnungen von Dunlop nachvollzog, vergab er zwei Einträge für das Objekt (h 2782 und h 2783), weshalb sich heute mit NGC 1855 ein zweiter NGC-Eintrag auf dieses Objekt bezieht.